# Jumping Jacks (danceact)
Jumping Jacks was een Nederlandse jumpact uit Groningen van DJ Arnoud (van Nispen) en DJ Jesse (Niemeijer). In 2007 brachten ze drie singles uit met jumpversies van bestaande nummers, waarvan de eerste, Jumping in the moonlight, de Nederlandse Top 40 haalde. Arnoud en Jesse kwamen op het idee, nadat ze allebei op een feest in Rotterdam gedraaid hadden en in de auto op weg naar Groningen het origineel Dancing in the moonlight van de Britse band Toploader hoorden. Dat nummer was zelf al een bewerking van het gelijknamige nummer van de Amerikaanse rockband King Harvest, die het weer coverde van de groep Boffalongo. Rond die periode was net de jumprage in Nederland losgebarsten, dus besloten Arnoud en Jesse een jumpversie van het nummer te maken onder de naam Jumping Jacks. Het nummer werd een bescheiden hit. Op de singlehoes (en ook op de hoezen van latere uitgaves van Jumping Jacks) werd een getekende kikker afgebeeld. Mogelijk is voor een kikker gekozen, omdat Jesse werkt onder het pseudoniem The Scumfrog.
Voor de opvolger grepen de Jumping Jacks terug op Life is like a dance, de eerste hit van DJ Paul Elstak uit 1995. Deze jumpversie behaalde in het najaar de tipparade. In december verschenen ten slotte de laatste single en het album Get ready met allemaal jumpcovers. De laatste singles was Your smile, een bewerking van de hit van Charly Lownoise & Mental Theo uit 1996. De single en het album werden geen hit. Intussen was de jumprage weggeëbd en sedertdien hebben de Jumping Jacks geen nieuw materiaal meer uitgebracht. Momenteel werken DJ Arnoud en DJ Jesse nog steeds als solo-dj.

## Bezetting
- DJ Arnoud (Arnoud van Nispen)
- DJ Jesse (Niemeijer)

## Discografie

### Singles
| Single met eventuele hitnotering(en) in de Nederlandse Top 40 | Datum van verschijnen | Datum van binnenkomst | Hoogste positie | Aantal weken | Opmerkingen |
| ------------------------------------------------------------- | --------------------- | --------------------- | --------------- | ------------ | ----------- |
| Jumping in the moonlight                                      |                       | 23-6-2007             | 35              | 3            |             |
| Life is like a dance                                          |                       | 13-10-2007            | tip             |              |             |